# 김현국
김현국(1968년 4월 28일~)은 대한민국의 탐험가이다.
1.“변화에의 도전”이라는 캐치프레이즈로 현대적 의미를 부여한 지구의 대동맥들을 따라 이동하면서 “보다나은 미래를 위한 변화”를 촉구하는 일을 하고 있다. 2. “트랜스 유라시아” 시리즈- 남과 북이 분단된 환경에서 한반도에서 대륙으로 연결되는 길을 자료화하는 작업을 반복적으로 해오고 있음. 쉽게 표현해보면 서울에서 출발해서 시베리아를 거쳐 암스테르담에 이르는 유라시아 대륙횡단 도로에 대한 D/B를 만드는 일을 하고 있다. 이를 위해 유라시아와 30년째 인연을 맺어오고 있고 1996년과 2001년, 2014년, 2017년, 2019년, 2023년 모두 여섯 차례 대륙횡단을 마쳤다. 이를 통해 대한민국 사람 누구나 그리고 지금 당장, 우리 일상의 이동수단을 사용해서 한반도로부터 확장된 공간을 경험할 수 있는 구체적인 자료를 만들었다. 이것은 남과 북의 분단으로 서울에서 부산까지 400Km에서 이루어지는 대한민국의 일상이 광주에서 시베리아를 거쳐 암스테르담까지 유라시아 대륙 14,000Km로 확장될 수 있음을 의미한다. 3. “유라시아 마실 가기“ : 우리 아이들이 아빠 차를 타고 함께 바이칼 호수에서 낚시를 하고 오고, 우리의 청년들이 시베리아를 횡단해서 발트 해에서 윈드서핑을 하고, 우리의 어른들이 자신의 차로 유라시아 대륙의 북극권에서 오로라를 보고 오는 일, 생각만해도 시원하지 않습니까! -탐험가 김현국-

## 학력
1987년 전남대학교 법과대학 사법학과 입학 96년 졸업

## 경력
- The Explorers Club의 정회원

- 사단법인 세계탐험문화연구소 이사장
- 현재: 제 7차 유라시아 대륙횡단- “길은 평화다! 뉴욕에서 파리 그리고 한반도 DMZ. 북동항로” 준비 중
- 2023년, "길은 평화다, 아시안 하이웨이 6호선" - TRANS EURASIA Series 6 (998cc 경승용차 캐스퍼로 유라시아 대륙 32,000km 단독횡단- 육로왕복)

- 2022년 유라시아 문화교류(기획전시, 국제포럼, 청년아카데미)사업 대표- 광주광역시 주최, 문화체육관광부 후원

- 2022년 책, 아시안 하이웨이 6호선 저자

- 2019년 유라시아 문화자원 연구용역 사업 대표- 광주광역시 동구청 주최

- 2019년, “아시안 하이웨이 6호선” - TRANS EURASIA Series 5 (유라시아 대륙 25,000km 모터바이크 단독횡단- 육로왕복)

- 2017년,“시베리아 그 미래와의 만남- 유라시아 마실 가기“ (TRANS SIBERIA 2017 - 시베리아 9,000km 모터바이크 단독횡단- 육로왕복)

- 2014년, "징기스칸 익스프레스"- AH6, TRANS EURASIA Series 3 (유라시아대륙 25,000Km 모터사이클 단독횡단-육로왕복)
- 2008년,책“타이가에서의 만남” 역자

- 2001년, 지구촌 과제 해결을 위한 “N. 실크로드 대장정” (터어키~ 실크로드~ 일본)- 지구대동맥이동시리즈 2(이동수단- 자전거, 낙타, 말, 도보)

- 1996년, “하나의 길을 위하여”, 러시아, 시베리아 12,000km 모터사이클 단독횡단(세계최초)- 지구대동맥이동시리즈 1

- 1991년~ 2023년, 시베리아, 러시아, 미국, 중국, 인도, 독일, 노르웨이, 스웨덴, 핀란드, 덴마크, 네델란드, 폴란드, 리투아니아, 라트비아, 에스토니아, 튀르키예, 키르기스탄, 우즈베키스탄, 카자흐스탄, 중앙아시아, 네팔, 티벳,  일본 등 거주 및 트레킹
- 2028년, 변화에의 도전”, 디지털 실크로드 대장정

## 미디어 및 출처
1. ‘세계 최초 모터사이클 시베리아 횡단’ 탐험가 김현국
2. “오토바이로 유라시아 횡단, 또 다른 나를 만났다"
3. EBS 세계테마기행
4. “만주벌 달리던 독립운동 기개 이어 유라시아 뚫어야죠”
5. 20년 베테랑 탐험가 사로잡은 중앙아시아
6. 하바롭스크에서 블라고베셴스크까지 782km 보관됨 2019-02-19 - 웨이백 머신
7. 모터 바이크
8. 탐험가김현국의 '유라시아 그 미래와의 만남' - MBC
9. 김현국 탐험가 | 피플인사이드
10. 뉴욕 탐험가 협회, 김현국 탐험가 한국인 최초 정회원 등록 보관됨 2019-08-30 - 웨이백 머신
11. Korea Times - 한국의 탐험가, 청년들의 시선이 시베리아로 향해지기를 권하다(Korean explorer urges young people to see Siberia)
12. Korea Herald - Explorer highlights importance of Eurasia for Korea
13. 저서 [아시안 하이웨이 6호선]출간, 2022년 1월 28일
14. 번역서 타이가에서의 만남 2008년 4월 25일